# Iowa Corn Indy 250 de 2007
O Iowa Corn Indy 250 de 2007 foi a oitava corrida da temporada de 2007 da IndyCar Series. A corrida foi disputada no dia 24 de junho no Iowa Speedway, localizado na cidade de Newton, Iowa. O vencedor foi o escocês Dario Franchitti, da equipe Andretti-Green Racing.

## Pilotos e Equipes
| Nº | Piloto            | Equipe                   | Chassis | Motor | Pneu |
| -- | ----------------- | ------------------------ | ------- | ----- | ---- |
| 2  | Tomas Scheckter   | Vision Racing            | Dallara | Honda | F    |
| 3  | Hélio Castroneves | Team Penske              | Dallara | Honda | F    |
| 4  | Vitor Meira       | Panther Racing           | Dallara | Honda | F    |
| 5  | Sarah Fisher      | Dreyer & Reinbold Racing | Dallara | Honda | F    |
| 6  | Sam Hornish Jr.   | Team Penske              | Dallara | Honda | F    |
| 7  | Danica Patrick    | Andretti-Green Racing    | Dallara | Honda | F    |
| 8  | Scott Sharp       | Rahal Letterman Racing   | Dallara | Honda | F    |
| 9  | Scott Dixon       | Chip Ganassi Racing      | Dallara | Honda | F    |
| 10 | Dan Wheldon       | Chip Ganassi Racing      | Dallara | Honda | F    |
| 11 | Tony Kanaan       | Andretti-Green Racing    | Dallara | Honda | F    |
| 14 | Darren Manning    | A. J. Foyt Enterprises   | Dallara | Honda | F    |
| 15 | Buddy Rice        | Dreyer & Reinbold Racing | Dallara | Honda | F    |
| 17 | Jeff Simmons      | Rahal Letterman Racing   | Dallara | Honda | F    |
| 20 | Ed Carpenter      | Vision Racing            | Dallara | Honda | F    |
| 22 | A. J. Foyt IV     | Vision Racing            | Dallara | Honda | F    |
| 23 | Milka Duno (R)    | SAMAX Motorsport         | Dallara | Honda | F    |
| 26 | Marco Andretti    | Andretti-Green Racing    | Dallara | Honda | F    |
| 27 | Dario Franchitti  | Andretti-Green Racing    | Dallara | Honda | F    |
| 55 | Kosuke Matsuura   | Panther Racing           | Dallara | Honda | F    |

- (R) - Rookie

## Resultados

### Treino classificatório
| Treino classificatório - 23 de junho | Treino classificatório - 23 de junho | Treino classificatório - 23 de junho | Treino classificatório - 23 de junho | Treino classificatório - 23 de junho | Treino classificatório - 23 de junho | Treino classificatório - 23 de junho | Treino classificatório - 23 de junho | Treino classificatório - 23 de junho |
| Pos                                  | Nº                                   | Piloto                               | Equipe                               | Volta 1                              | Volta 2                              | Tempo                                |                                      |                                      |
| ------------------------------------ | ------------------------------------ | ------------------------------------ | ------------------------------------ | ------------------------------------ | ------------------------------------ | ------------------------------------ | ------------------------------------ | ------------------------------------ |
| 1                                    | 9                                    | Scott Dixon                          | Chip Ganassi Racing                  | 17.6586                              | 17.6486                              | 0:17.6486                            |                                      |                                      |
| 2                                    | 3                                    | Hélio Castroneves                    | Team Penske                          | 17.7000                              | 17.6571                              | 0:17.6571                            |                                      |                                      |
| 3                                    | 27                                   | Dario Franchitti                     | Andretti-Green Racing                | 17.6793                              | 17.6995                              | 0:17.6793                            |                                      |                                      |
| 4                                    | 8                                    | Scott Sharp                          | Rahal Letterman Racing               | 17.7287                              | 17.7114                              | 0:17.7114                            |                                      |                                      |
| 5                                    | 20                                   | Ed Carpenter                         | Vision Racing                        | 17.7400                              | 17.7182                              | 0:17.7182                            |                                      |                                      |
| 6                                    | 17                                   | Jeff Simmons                         | Rahal Letterman Racing               | 17.7296                              | 17.7357                              | 0:17.7296                            |                                      |                                      |
| 7                                    | 11                                   | Tony Kanaan                          | Andretti-Green Racing                | 17.7537                              | 17.7307                              | 0:17.7307                            |                                      |                                      |
| 8                                    | 6                                    | Sam Hornish Jr.                      | Team Penske                          | 17.7617                              | 17.7316                              | 0:17.7316                            |                                      |                                      |
| 9                                    | 10                                   | Dan Wheldon                          | Chip Ganassi Racing                  | 17.7319                              | 17.7560                              | 0:17.7319                            |                                      |                                      |
| 10                                   | 22                                   | A. J. Foyt IV                        | Vision Racing                        | 17.7803                              | 17.7628                              | 0:17.7628                            |                                      |                                      |
| 11                                   | 7                                    | Danica Patrick                       | Andretti-Green Racing                | 17.7968                              | 17.7838                              | 0:17.7838                            |                                      |                                      |
| 12                                   | 26                                   | Marco Andretti                       | Andretti-Green Racing                | 17.7875                              | 17.7941                              | 0:17.7875                            |                                      |                                      |
| 13                                   | 4                                    | Vitor Meira                          | Panther Racing                       | 17.8186                              | 17.7932                              | 0:17.7932                            |                                      |                                      |
| 14                                   | 2                                    | Tomas Scheckter                      | Vision Racing                        | 17.8696                              | 17.8015                              | 0:17.8015                            |                                      |                                      |
| 15                                   | 14                                   | Darren Manning                       | A. J. Foyt Enterprises               | 17.8561                              | 17.8191                              | 0:17.8191                            |                                      |                                      |
| 16                                   | 55                                   | Kosuke Matsuura                      | Panther Racing                       | 17.8933                              | 17.8581                              | 0:17.8581                            |                                      |                                      |
| 17                                   | 15                                   | Buddy Rice                           | Dreyer & Reinbold Racing             | 18.0013                              | 18.0417                              | 0:18.0013                            |                                      |                                      |
| 18                                   | 5                                    | Sarah Fisher                         | Dreyer & Reinbold Racing             | 18.0347                              | 18.0169                              | 0:18.0169                            |                                      |                                      |
| 19                                   | 23                                   | Milka Duno (R)                       | SAMAX Motorsport                     | 18.3917                              | 18.3670                              | 0:18.3670                            |                                      |                                      |
| Relatório[ligação inativa]           |                                      |                                      |                                      |                                      |                                      |                                      |                                      |                                      |

- (R) - Rookie

### Corrida
| Corrida - 24 de junho | Corrida - 24 de junho | Corrida - 24 de junho | Corrida - 24 de junho    | Corrida - 24 de junho | Corrida - 24 de junho | Corrida - 24 de junho | Corrida - 24 de junho | Corrida - 24 de junho |
| Pos                   | Nº                    | Piloto                | Equipe                   | Voltas                | Tempo                 | Largada               | Voltas na Liderança   | Pontos                |
| --------------------- | --------------------- | --------------------- | ------------------------ | --------------------- | --------------------- | --------------------- | --------------------- | --------------------- |
| 1                     | 27                    | Dario Franchitti      | Andretti-Green Racing    | 250                   | 1:48:14.1344          | 3                     | 96                    | 53                    |
| 2                     | 26                    | Marco Andretti        | Andretti-Green Racing    | 250                   | +0.0681               | 12                    | 4                     | 40                    |
| 3                     | 8                     | Scott Sharp           | Rahal Letterman Racing   | 250                   | +1.0577               | 4                     | 4                     | 35                    |
| 4                     | 15                    | Buddy Rice            | Dreyer & Reinbold Racing | 250                   | +4.2426               | 17                    | 5                     | 32                    |
| 5                     | 14                    | Darren Manning        | A. J. Foyt Enterprises   | 250                   | +5.2156               | 15                    | 0                     | 30                    |
| 6                     | 20                    | Ed Carpenter          | Vision Racing            | 247                   | +3 voltas             | 5                     | 0                     | 28                    |
| 7                     | 5                     | Sarah Fisher          | Dreyer & Reinbold Racing | 247                   | +3 voltas             | 18                    | 0                     | 26                    |
| 8                     | 3                     | Hélio Castroneves     | Team Penske              | 246                   | +4 voltas             | 2                     | 57                    | 24                    |
| 9                     | 4                     | Vitor Meira           | Panther Racing           | 216                   | Mecânico              | 13                    | 71                    | 22                    |
| 10                    | 9                     | Scott Dixon           | Chip Ganassi Racing      | 173                   | +77 voltas            | 1                     | 10                    | 20                    |
| 11                    | 10                    | Dan Wheldon           | Chip Ganassi Racing      | 145                   | +105 voltas           | 9                     | 0                     | 19                    |
| 12                    | 22                    | A. J. Foyt IV         | Vision Racing            | 99                    | Contato               | 10                    | 0                     | 18                    |
| 13                    | 7                     | Danica Patrick        | Andretti-Green Racing    | 99                    | Contato               | 11                    | 1                     | 17                    |
| 14                    | 6                     | Sam Hornish, Jr.      | Team Penske              | 99                    | Contato               | 8                     | 0                     | 16                    |
| 15                    | 55                    | Kosuke Matsuura       | Panther Racing           | 99                    | Contato               | 16                    | 0                     | 15                    |
| 16                    | 11                    | Tony Kanaan           | Andretti-Green Racing    | 85                    | Contato               | 7                     | 0                     | 14                    |
| 17                    | 17                    | Jeff Simmons          | Rahal Letterman Racing   | 85                    | Contato               | 6                     | 0                     | 13                    |
| 18                    | 23                    | Milka Duno (R)        | SAMAX Motorsport         | 60                    | Handling              | 19                    | 0                     | 12                    |
| 19                    | 2                     | Tomas Scheckter       | Vision Racing            | 0                     | Contato               | 14                    | 0                     | 12                    |
| Relatório             |                       |                       |                          |                       |                       |                       |                       |                       |

- (R) - Rookie